# لويس الحادي عشر ملك فرنسا

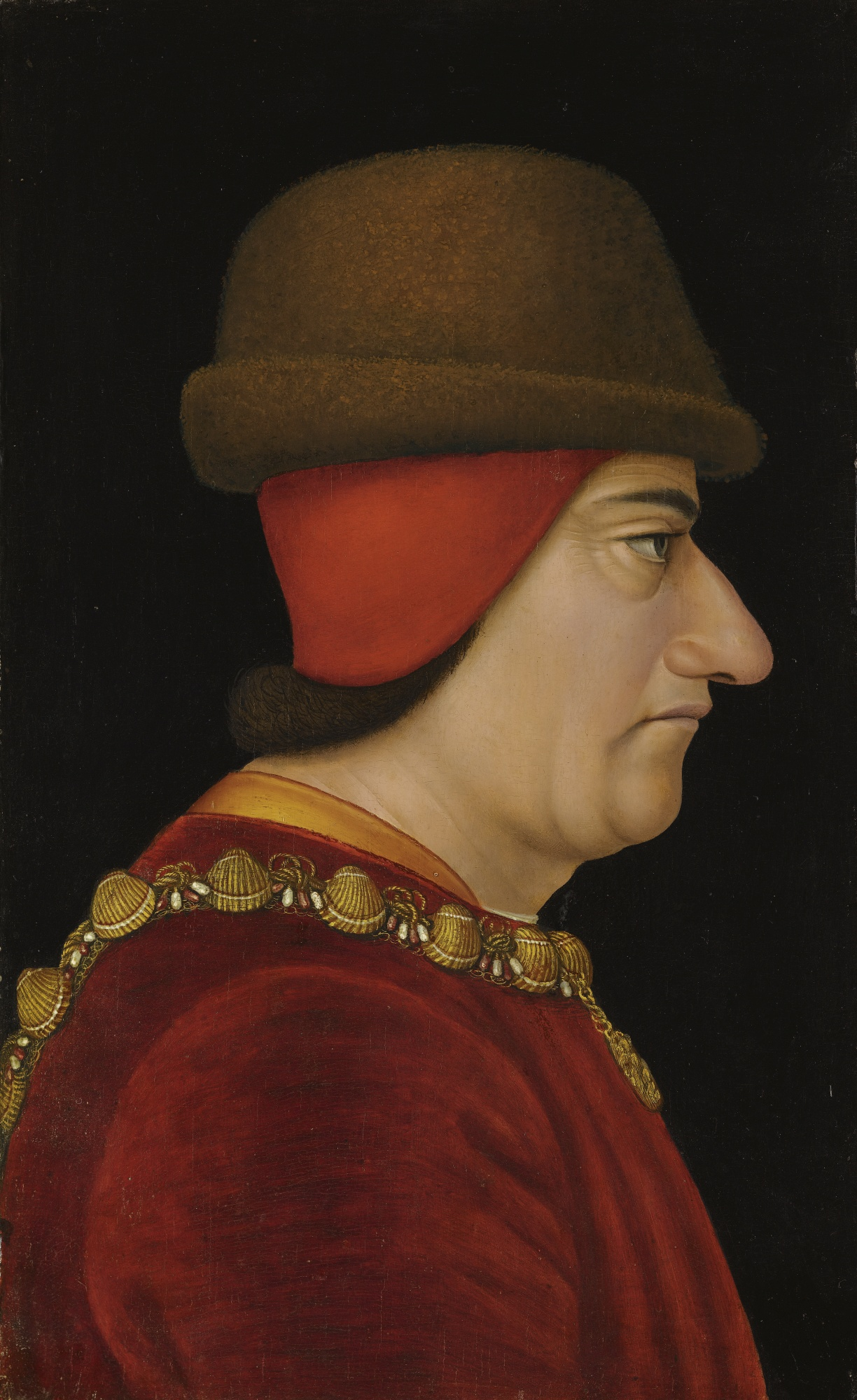
لويس الحادي عشر

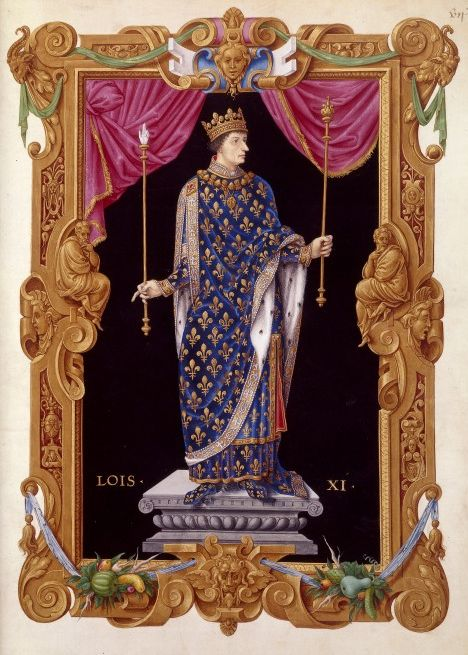
لويس الحادي عشر

لويس الحادي عشر (بالفرنسية: Louis XI): ولد في 3 يوليو 1423 توفي في30 أغسطس 1483 حكم من 1461 إلى 1483، كان لويس يلقب بالملك العاقل أو الحكيم أو الداهية أو الملك العنكبوت. كرس حياته بعد اعتلائه العرش لإنشاء دولة قومية جديدة، تقوم على تركيز السلطة في يده. وقد حقق هذه الغاية رغم التفوق الحربي لأعدائه النبلاء العظام وذلك عن طريق الرشاوى والدسائس، هو ابن شارل السابع ملك فرنسا وأمه هي ميري من أنجو. تولى حكم فرنسا من 1461 إلى يوم وفاته عام 1483 وهو بعمر الستين عاما.
تعتبر فترة حكمه مليئة بالمكائد والدسائس السياسية التي أكسبته العديد من الأعداء أمثال:
- والده شارل السابع
- أخوه تشارلز دو فالس
- شارل الجريء
- إدوارد الرابع ملك إنجلترا
ومن الصفات التي اشتهر بها بين الناس الخبث والدهاء وبعد النظر والذكاء. وتميزت سنوات حكمه ال22 بالمكائد السياسية، ولهذا جاء لقبه على غرار نسج شبكة العنكبوت لعمل الدسائس والمكائد للخصم.

## حياته
ولد في بورغيس عام 1423 وهي مدينة وسط فرنسا، والده شارل السابع لم يكن يعامله معاملة حسنه فلذالك بادله لويس بالكراهية ووصفه بضعيف الشخصية كونه لم يواجهه الإنجليز كما ينبغي.
حاول الانقلاب أكثر من مرة على والده الملك لكنه فشل وتم القبض عليه وقدم للمحاكمة وقدم الاعتذار لوالده والذي قبله بدوره.
في العصور الوسطى كانت معظم الزيجات بين الملوك وأبنائهم تتم على أساس المصالح السياسية وكان زواج لويس أيضا مبنى على أساس سياسي القصد منه المنفعة حيث اجبر خلالها على الزواج من مارغريت الاسكتلندية ابنة ملك اسكتلندا جيمس الأول حيث لم يكن بينهم أي قاسم مشترك خاصة إنهم ينحدرون من سلالتين مختلفتين كانوا شديدي العداء لبعضهم طوال عصور.
كان واضحا على الملك الصغير لويس حيث كان يبلغ الثالثة عشر من العمر عدم رغبته ولا مبالاته بهذا الزواج الذي تمت مراسيمه في فرنسا في 25 يونيو 1436 في مقاطعة ريمز الفرنسية، وكانت مارغريت حينها تبلغ الحادي عشر من العمر وبدت كالطفلة، ومما أساء إلى مراسيم الزواج هو ما قام به الملك شارل السابع من تبسيط مراسيم الزواج الملكي بدرجة لا تليق بالملوك الضيوف وكذلك محاولته إنهاء المراسيم على عجالة مما اعتبره الإنجليز اهانة لهم، لم يستمر زواجهم طويلا إذ توفيت زوجته وهي شابه صغيرة عام 1444.
بعد الزواج تم منح لويس لقب الدوفين والذي يعطى عادة للابن البكر أو لولى العهد واللقب مأخوذ من حيوان الدولفين البحري الذي استخدمه الفرنسيين شعارا لهم وتم طبعه على الدروع والمقتنيات الملكية الهامة.
استمر كفاح لويس ضد والده إلى أن تم إصدار مذكرة بترحيله إلى مقاطعة دوفين الفرنسية لكن بسبب المشاكل والدسائس والمكائد التي كان يحيكها لوالده فقد قام الأخير بطلب مذكرة إحضار بحقه لكن لويس لم يستجيب واستمر في عمله إلى آخر يوم من حياة أبيه.
في 14 فبراير 1451 تزوج لويس للمرة الثانية من شارلوت من سافوى ابنة 8 سنوات بدون استشارة والده مما أغضبه وجعله يجهز جيش ويقوم بحمله تأديبية لابنه لكن لويس استطاع الفرار إلى الدوق فيليب الثالث وابنه شارل الجريء ويطلب حمايتهم.
توفي شارل السابع عام 1461 وتم تنصيب لويس الحادي عشر ملكا على فرنسا وتم التتويج في مدينة ريمز التي
تبعد مسافة 80 كيلومتر عن باريس والتي أصبحت المكان المفضل لتتويج الملوك.

## ارث الملك
من سخرية القدر إن لويس أخذ بملاحقة كل الأشخاص من أعوانه وشركائه السابقين الذين ناصروه أيام حكم والده وفروا معه إلى منفاه، ثم قام بتقليص صلاحيات الدوق والكونتات والبارونات لكي يتسنى له إحكام سيطرته على كافة فئات الشعب.
تحول بعدها لويس إلى شخص متقشف وزاهد وبدء بلبس الرث من اللباس بعدما كان يسكن القصور ويبذر ويسرف كثيرا واخذ يخالط البسطاء من الشعب واظهر لهم الكثير من التواضع.

## العداء بين شارل الجريء ولويس الحادي عشر
كان فيليب الثالث أو الطيب متحمسا للمشاركة في الحملات الصليبية في الشرق فطلب من لويس المال اللازم مقابل إعطائه عدد من المقاطعات مثل بيكاردي وامينس. لكن هذا التصرف لم يعجب شارل الجريء ابن فيليب الثالث الذي غضب حين علم أن هذا قد يحرمه من الإرث فقام بتنظيم تمرد مع خمسمائة أسرة نبيلة في باريس وممن يمثلون الأمراء الإقطاعيين، وعرف هذا التمرد برابطة الرخاء العام والتي سعى من خلالها إلى معارضة سلطة لويس الحادي عشر، لكن هذا التمرد لم يستمر طويلا ومني بالفشل الذريع وتمت التسوية بمنحه سلام غير مشروط كذريعة للموافقة السياسية.
في عام 1468 عقد اجتماع تفاوضي بين لويس وشارل الجريء للبحث في النزاع على ملكية الأراضي لكن وخلال الاجتماع وصلهم خبرا بأن محافظ بيرغندي تم قتله على أيدي الفرنسيين مما اغضب شارل كثيرا ووجهه اتهاما إلى لويس بالضلوع في المؤامرة وتم بعده إجبار لويس على توقيع تعهد بالتنازل عن عدة مقاطعات كان قد استولى عليها سابقا. لكن بعد خروجه من الاجتماع أعلن رفضه للمعاهدة وقام بتجهيز جيش يهدف من ورائه القضاء على شارل الجريء واحتلال دوقية بورغونيا والانتهاء من هذا النزاع الذي طال أمده.
بدأت الحرب بين لويس الحادي عشر وشارل الجريء عام 1472 واستطاع شارل ان يحاصر ويسيطر على عدة مدن تابعة للويس الحادي عشر.

## لويس والإنجليز

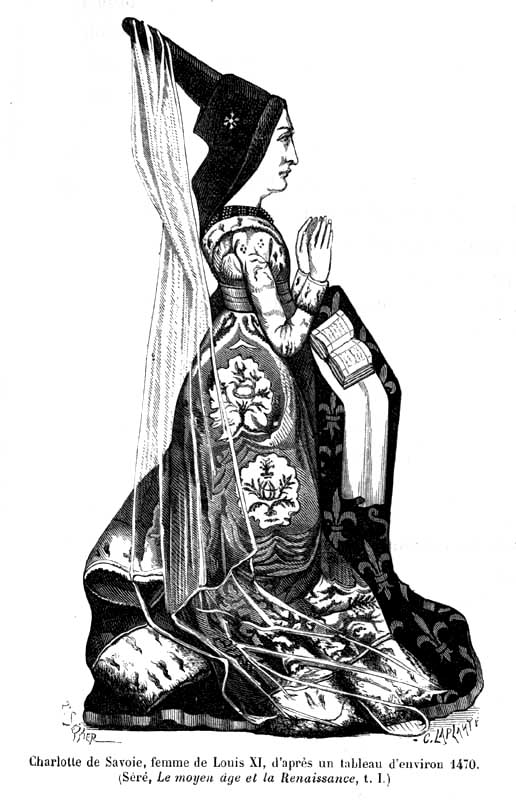
شارلوت من سافوي زوجة لويس الحادي عشر

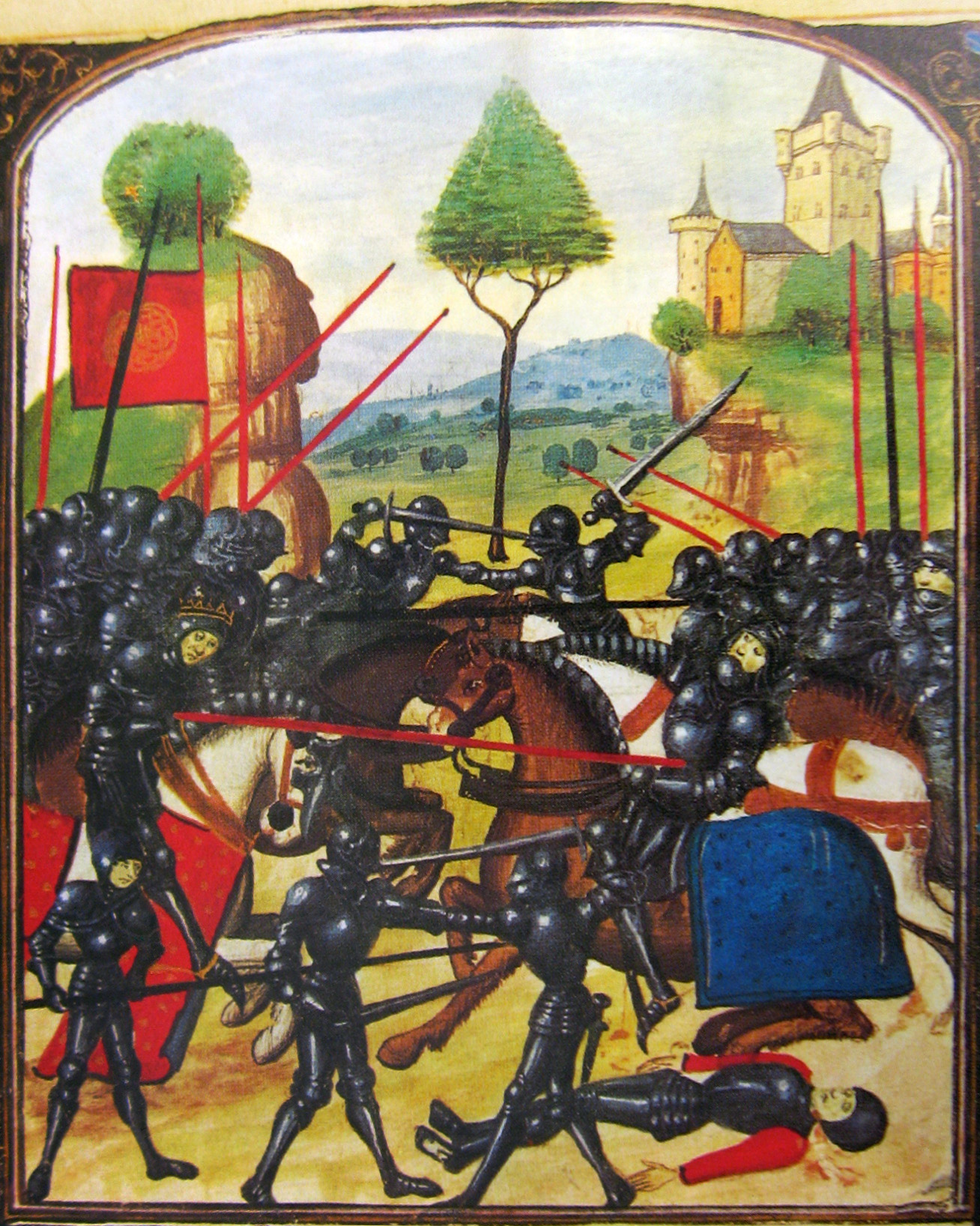
معركة بارنيت احدى أهم المعرك في حروب الوردتين

بينما كانت حرب الوردتين (وهي مجموعة من الحروب الأهلية حدثت بين عامي 1455 إلى 1485 بين أنصار أسرة لانكستر والذين يتخذون الوردة الحمراء شعارا لهم وبين عائلة يورك الذين يتخذون الوردة البيضاء شعارا لهم والتي استمرت 30 سنة) تشتعل في إنجلترا تركز اهتمام لويس بهذه الحرب لسبب إن شارل الجريء كان من مناصري عائلة يورك الذين بدورهم كانوا أعداء للملك هنري السادس ملك إنجلترا، لكن لويس قام بخطة ذكية وذلك بإعطاء إدوارد الرابع ملك إنجلترا اللجوء إلى فرنسا وفي نفس الوقت شجع كبير النبلاء والقائد العسكري ايرل ورويك بالتحالف مع مارغريت من انجو لكي يستطيعوا تثبيت زوجها هنري السادس على العرش.
نجحت خطة لويس وتم نفي إدوارد الرابع ملك إنجلترا لكن الأخير استطاع العودة من منفاه بجيش مجهز وقوي استطاع من خلاله الانتصار في معركة بارنيت عام 1471 Battle of Barnet وقتل فيها كبير النبلاء ايرل ورويك وكذلك الملك هنري.
الآن وبعد أن خلت الساحة له قام إدوارد الرابع ملك إنجلترا باجتياح فرنسا عام 1475 واحتلالها، لكن لويس استطاع بواسطة المفاوضات حل الخلاف وذلك بإعطاء الملك ادوارد مبالغ من المال مقابل تراجعه عن احتلال فرنسا واستعادة الأراضي النورمانديه واعتبرت هذه الحلقة الأخيرة من حرب المئة عام بين الإنجليز والفرنسيين.

## التفاوض معشارل الجريء
كان لابد من حسم الأمور مع نده دوق بورغندي شارل الجريء فلذلك قام لويس باستخدام السويسريون الذين يملكون جيش ذائع الصيت من حيث القوة في مواجهة جيش شارل الجريء في معركة نانسي في 5 يناير 1477 حيث قتل فيها شارل وانتهت معه إحدى أهم الحروب البرغندية.

## التراث

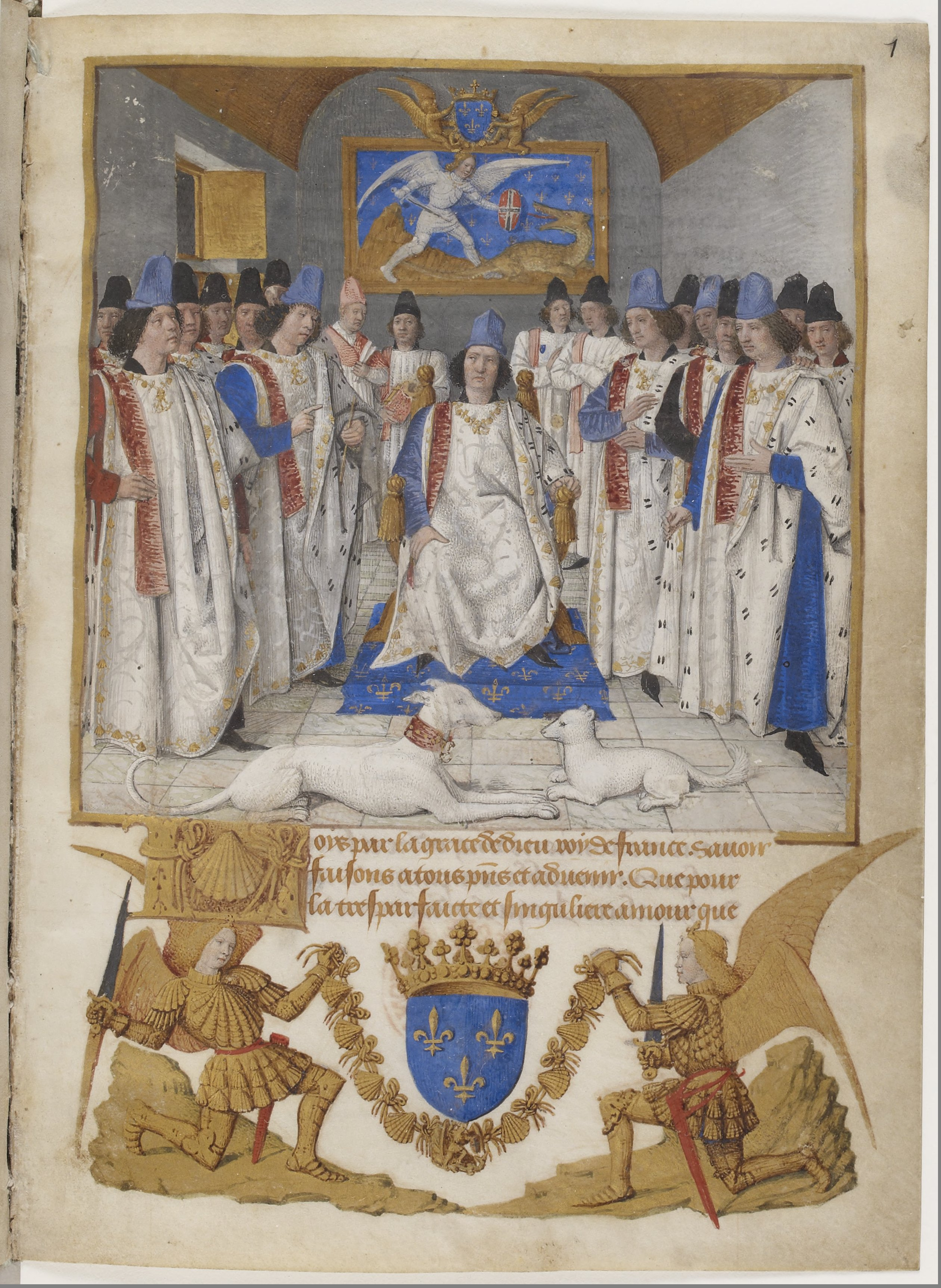
لويس محاطا بالنبلاء

بعد كل هذه الحروب المتكررة استطاع لويس ان يدعم التاج ويقضي على نفوذ الأشراف ويثبت الحدود الفرنسية عن طريق القوة والعناية بتكوين جيش ملكي قوي وحكم البلاد حكما فرديا بعد أن عطل المجلس النيابي كذلك جعل من فرنسا دولة ذات ملكية مركزية موحدة وأبعدها من التمزق الإقطاعي الذي أنهكها طوال عصور، ثم قام لويس بتطوير مملكته عن طريق تطوير الطرقات وبناء وصيانة المباني وفتح أسواقاً جديدة للصناعة الفرنسية، والعمل على ازدهار فرنسا وإخراجها من العصور الوسطى وترسيخ ملكية قوية تستطيع الصمود ضد القوى الخارجية. وحيث انه لم يكن يحب الحروب فلذلك آثر الدبلوماسية والتجسس، والرشوة على استعمال القوة لنيل مطالبه وجمع الناس حوله لتأييد أهدافه بالإقناع والتملق والتخويف، واحتفظ بحشد كبير من الجواسيس في خدمته في داخل البلاد وخارجها، فأنجز بذلك لفرنسا تلك الوحدة القومية والإدارة المركزية وتوطيد النظام في الداخل والأمن في الخارج.
كان لويس كثيرا ما يؤمن بالخرافات وكان يحب القراءة والفن والأدب وجمع المخطوطات ويستمتع باحاطة نفسه بالمنجمين والعلماء لكن بالمقابل كانت له بعض الصفات السلبية كالانعزالية والتكتم الشديد وإتباع الأساليب الخداعية للوصول إلى غاياته.

## الوفاة

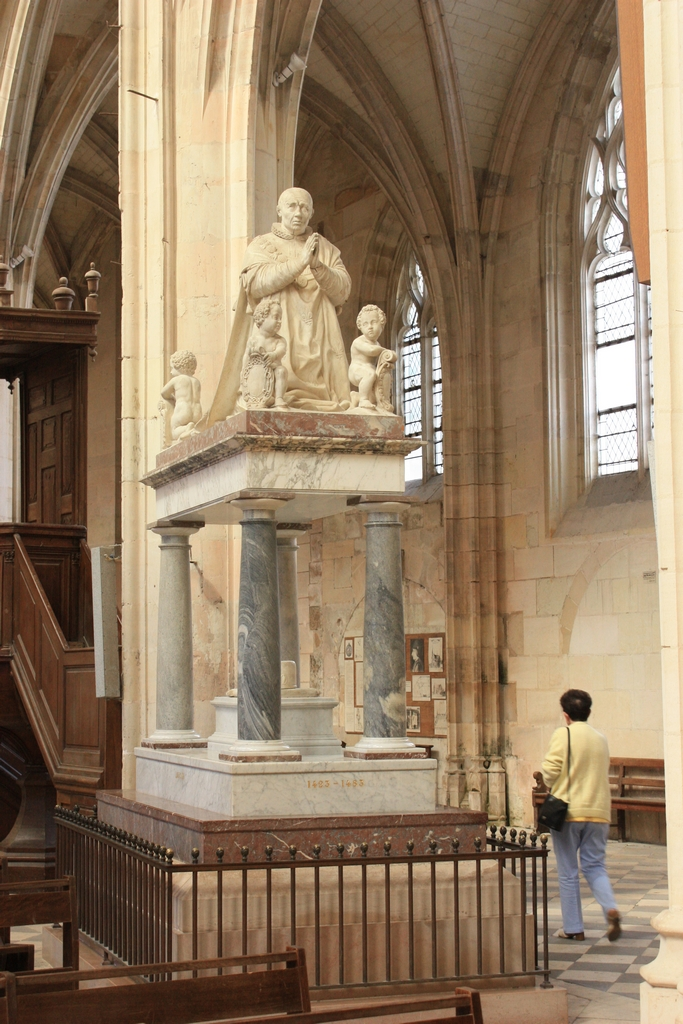
ضريح لويس الحادي عشر

توفي لويس الحادي عشر في11 أغسطس 1483 وتم دفنه في شمال فرنسا ثم توفيت بعده بعدة شهور زوجته شارلوت من سافوي ودفنت بالقرب منه.
تولى ابنه شارل الثامن حكم فرنسا وهو في الحادي عشر من العمر وأصبحت أخته آن وصية على العرش.

## أبناء وبنات لويس من شارلوت
1-	لويس (1458 – 1460)
2-	يواكيم (ولد وتوفي في نفس العام 1459)
3-	لويس (ولد وتوفي في نفس العام 1460)
4-	آن (3 أبريل 1461 - 14 نوفمبر 1522)؛ كانت الوصية على شقيقها الأصغر، تزوجت من بيير الثاني دوق بوربون، لهم ابنة واحدة.
5-	جوان (23 أبريل 1464-4 فبراير 1505)؛ تزوجت من ابنة عمها لويس الثاني عشر ملك فرنسا، ليس لديهم أبناء.
5-	لويس (ولد وتوفي في نفس العام 1466)
6-	شارل الثامن (30 يونيو 1470 – 8 أبريل 1498)
7-	فرانسيس دوق بيري (1472 – 1473)
المراجع
1.	^ Kendall,Paul Murray. Louis XI "...the universal spider...". New York: W. W. Norton & Company Inc., 1971.[page needed]3.
2. ^ a b c Tyrell, Joseph M. Louis XI. Boston: Twayne Publishers, 1980.[page needed]
3.	^ a b c d Cleugh,James. Chant Royal The Life of King Louis XI of France (1423–1483). Garden City, New York: Doubleday &Company, Inc., 1970.[page needed ]
4.	^ Cleugh 58
5.	^ a b Le Roy Ladurie,Emmanuel. The Royal French State 1460–1610. Cambridge: Blackwell Publishers, 1987.[page needed]
6.	مدخل لدراسة التاريخ الأوروبي (عصر النهضة) تأليف الدكتور محمد مخزوم. طبعة 1990
7. التاريخ الأورروبي الحديث من عصر النهضة إلى مؤتمر فيينا تأليف د.عبد الحميد البطريق ود.عبد العزيز نوار

## روابط خارجية
- لويس الحادي عشر ملك فرنسا على موقع الموسوعة البريطانية (الإنجليزية)
- لويس الحادي عشر ملك فرنسا على موقع إن إن دي بي (الإنجليزية)